# Мимито Биаи
Атаир Мимито Роша Биаи (на португалски: Atair Mimito Rocha Biai) е бисау-гвинейски футболист, който играе на поста централен полузащитник. Състезател на Арджеш.

## Кариера

### Академика Коимбра
На 8 август 2020 г. Биаи подписва с Академика (Коимбра). Дебютира на 4 октомври при победата с 0:1 като гост на Варзим.

### Черно море
На 5 юни 2022 г. Мимито е обявен за ново попълнение на Черно море. Прави дебюта си на 10 юли при победата с 0:1 като гост на Локомотив (София).

### Арджеш
На 7 януари 2023 г. Биаи става част от отбора на Арджеш. Записва своя дебют за тима на 23 януари при равенството 1:1 като гост на Киндия Търговище.

## Национална кариера
Биаи е роден в Гвинея-Бисау, но израства в Португалия. Той е бивш юношески национал на "мореплавателите". На 23 март 2022 г. Мимито дебютира за националния отбор на Гвинея-Бисау в приятелска среща с Екваториална Гвинея, спечелена с 3:0 от "джуртусите".